# Miami Heat 2014-2015
La stagione 2014-15 dei Miami Heat fu la 27ª nella NBA per la franchigia.
I Miami Heat arrivarono terzi nella Southeast Division della Eastern Conference con un record di 37-45, non qualificandosi per i play-off.

## Risultati
- Terzi nella Southeast Division.

| Squadra           | V  | P  | PCT. | GB |
| ----------------- | -- | -- | ---- | -- |
| Atlanta Hawks     | 60 | 22 | 73,2 | -  |
| Wash. Wizards     | 46 | 36 | 56,1 | 14 |
| Miami Heat        | 37 | 45 | 45,1 | 23 |
| Charlotte Hornets | 33 | 49 | 40,2 | 27 |
| Orlando Magic     | 25 | 57 | 30,5 | 35 |

## Roster
| N° | Naz.                   | Ruolo | Sportivo         | Anno | Alt. | Peso \|\| |
| -- | ---------------------- | ----- | ---------------- | ---- | ---- | --------- |
| 1  | Stati Uniti (bandiera) | A     | Chris Bosh       | 1984 | 211  | 104       |
| 3  | Stati Uniti (bandiera) | G     | Dwyane Wade      | 1982 | 193  | 96        |
| 4  | Stati Uniti (bandiera) | AC    | Josh McRoberts   | 1987 | 208  | 109       |
| 5  | Stati Uniti (bandiera) | GA    | Henry Walker     | 1987 | 198  | 100       |
| 7  | Slovenia (bandiera)    | G     | Goran Dragić     | 1986 | 191  | 86        |
| 7  | Stati Uniti (bandiera) | C     | Justin Hamilton  | 1990 | 213  | 118       |
| 8  | Stati Uniti (bandiera) | A     | Michael Beasley  | 1989 | 206  | 107       |
| 8  | Stati Uniti (bandiera) | G     | Tyler Johnson    | 1992 | 193  | 84        |
| 9  | Regno Unito (bandiera) | A     | Luol Deng        | 1985 | 206  | 100       |
| 11 | Stati Uniti (bandiera) | A     | Chris Andersen   | 1978 | 208  | 103       |
| 12 | Slovenia (bandiera)    | G     | Zoran Dragić     | 1989 | 196  | 91        |
| 13 | Stati Uniti (bandiera) | G     | Shabazz Napier   | 1991 | 185  | 82        |
| 15 | Stati Uniti (bandiera) | G     | Mario Chalmers   | 1986 | 188  | 86        |
| 21 | Stati Uniti (bandiera) | C     | Hassan Whiteside | 1989 | 213  | 107       |
| 22 | Stati Uniti (bandiera) | A     | Danny Granger    | 1983 | 206  | 101       |
| 24 | Stati Uniti (bandiera) | G     | Andre Dawkins    | 1991 | 196  | 98        |
| 26 | Stati Uniti (bandiera) | G     | Shannon Brown    | 1985 | 193  | 93        |
| 30 | Stati Uniti (bandiera) | G     | Norris Cole      | 1988 | 188  | 77        |
| 32 | Stati Uniti (bandiera) | A     | James Ennis      | 1990 | 201  | 95        |
| 40 | Stati Uniti (bandiera) | A     | Udonis Haslem    | 1980 | 203  | 107       |
| 43 | Stati Uniti (bandiera) | A     | Shawne Williams  | 1986 | 206  | 102       |

### Staff tecnico
- Allenatore: Erik Spoelstra
- Vice-allenatori: David Fizdale, Juwan Howard, Keith Smart, Dan Craig
- Vice-allenatori per lo sviluppo dei giocatori: Chris Quinn
- Preparatore fisico: Bill Foran
- Preparatore atletico: Jay Sabol